# Koichiro Morita
Koichiro Morita (森田 耕一郎 Morita Koichiro?, nacido el 28 de octubre de 1984 en Tokio) es un exfutbolista japonés. Jugaba de guardameta y su último club fue el Renofa Yamaguchi FC de Japón.

## Trayectoria

### Clubes
| Club                | País  | Año         |
| ------------------- | ----- | ----------- |
| Vegalta Sendai      | Japón | 2003 - 2005 |
| FC Tokyo            | Japón | 2005        |
| Sagawa Shiga        | Japón | 2006 - 2012 |
| SC Sagamihara       | Japón | 2013        |
| Kamatamare Sanuki   | Japón | 2014        |
| Renofa Yamaguchi FC | Japón | 2015        |

## Estadística de carrera

### J. League
| Club                | Año   | J. League | J. League | Copa J. League | Copa J. League | Total | Total |
| Club                | Año   | Part.     | Goles     | Part.          | Goles          | Part. | Goles |
| ------------------- | ----- | --------- | --------- | -------------- | -------------- | ----- | ----- |
| Vegalta Sendai      | 2003  | 0         | 0         | 0              | 0              | 0     | 0     |
| Vegalta Sendai      | 2004  | 0         | 0         | -              | -              | 0     | 0     |
| Vegalta Sendai      | 2005  | 0         | 0         | -              | -              | 0     | 0     |
| FC Tokyo            | 2005  | 0         | 0         | 0              | 0              | 0     | 0     |
| Kamatamare Sanuki   | 2014  | 9         | 0         | -              | -              | 9     | 0     |
| Renofa Yamaguchi FC | 2015  | 0         | 0         | -              | -              | 0     | 0     |
| Total               | Total | 9         | 0         | 0              | 0              | 9     | 0     |